# 洞山焼
洞山焼（どうせんやき、洞仙焼）は、備後国芦田郡出口村（現・広島県府中市出口町）で江戸時代後期に制作されていた陶磁器。

## 概要
近世末期に備後福山藩の財政の行き詰まりを救う一助として、それまで備前や伊万里から移入していた焼物を領内で焼くことを奨励し、商人を保護して生産の運上を藩の収入としていた。その一つが洞山焼といわれ、天保年間に肥後国網田（現・熊本県宇土市）の陶工兼助が招かれて備後府中に至り、出口町字洞仙で焼いたのがその発祥とされる。従って廃藩とともに後ろ盾を失い、瀬戸物や唐津物に押されて廃窯に追い込まれた経緯がある。
一方で、土生村（現・広島県府中市土生町・用土町）に元禄年間から日用雑貨の陶器を焼く窯があり、この窯元が新たに藩の許可を得て出口村の洞山に窯を設けたものとし、作品中の年紀銘から少なくとも1817年（文化14年）以前に開窯したとする説もある。
「洞山」または「西備洞山」と銘打ったものは初期の作品で、染付には秀作がある。明治に入り当地の人が継承して製作したものは「洞仙」と銘があることで区別される。